# سیزوفیران
سیزوفیران (به انگلیسی: Sizofiran) با فرمول شیمیایی (C۶H۱۰O۵)n یک ترکیب شیمیایی با شناسه پاب‌کم ۷۸۴۸۵۹۸ است. که جرم مولی آن متغیر می‌باشد. 